# Miriam Hopkins
Ellen Miriam Hopkins (Savannah, Georgia, 1902. október 18. – New York, 1972. október 9.) Oscar-díjra jelölt amerikai színésznő, a harmincas évek sikeres színészeinek egyike volt.

## Élete

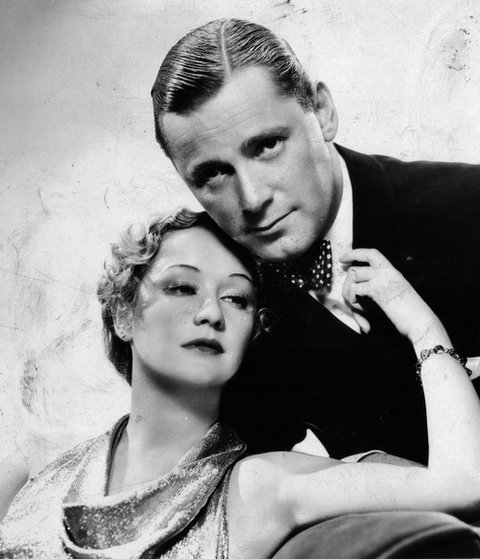
Hopkins és Herbert Marshall (Becsületes megtaláló)

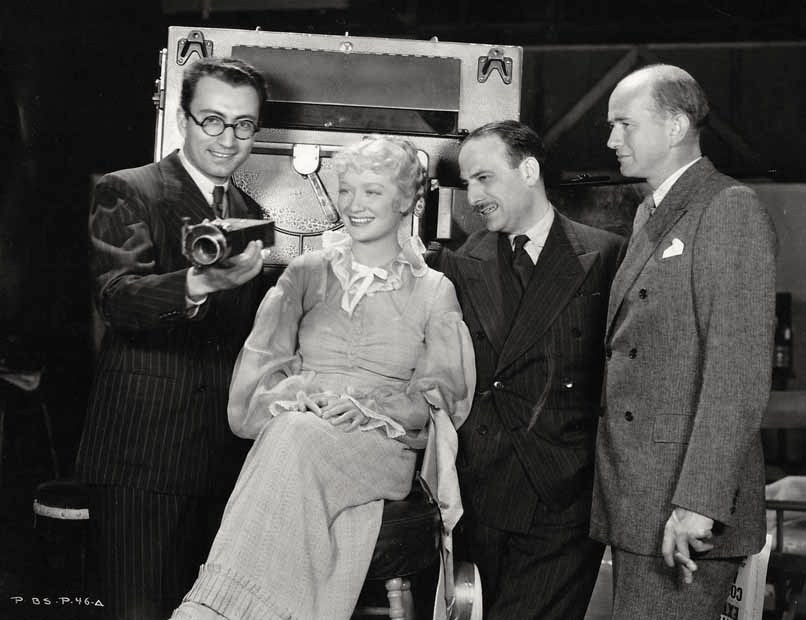
Becky Sharp: jobbról balra a rendező Rouban Mamoulian, Miriam Hopkins, Michael Balcon és a producer Kenneth Macgowen

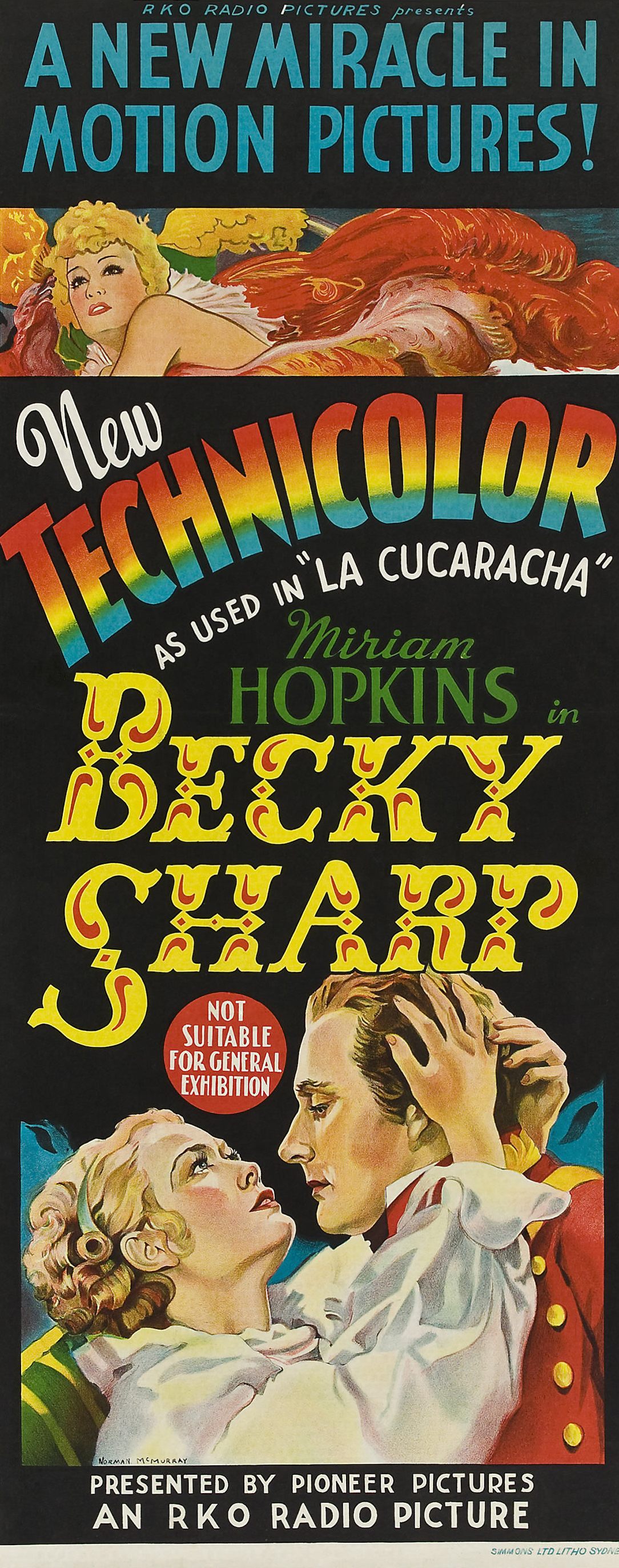
A Becky Sharp posztere

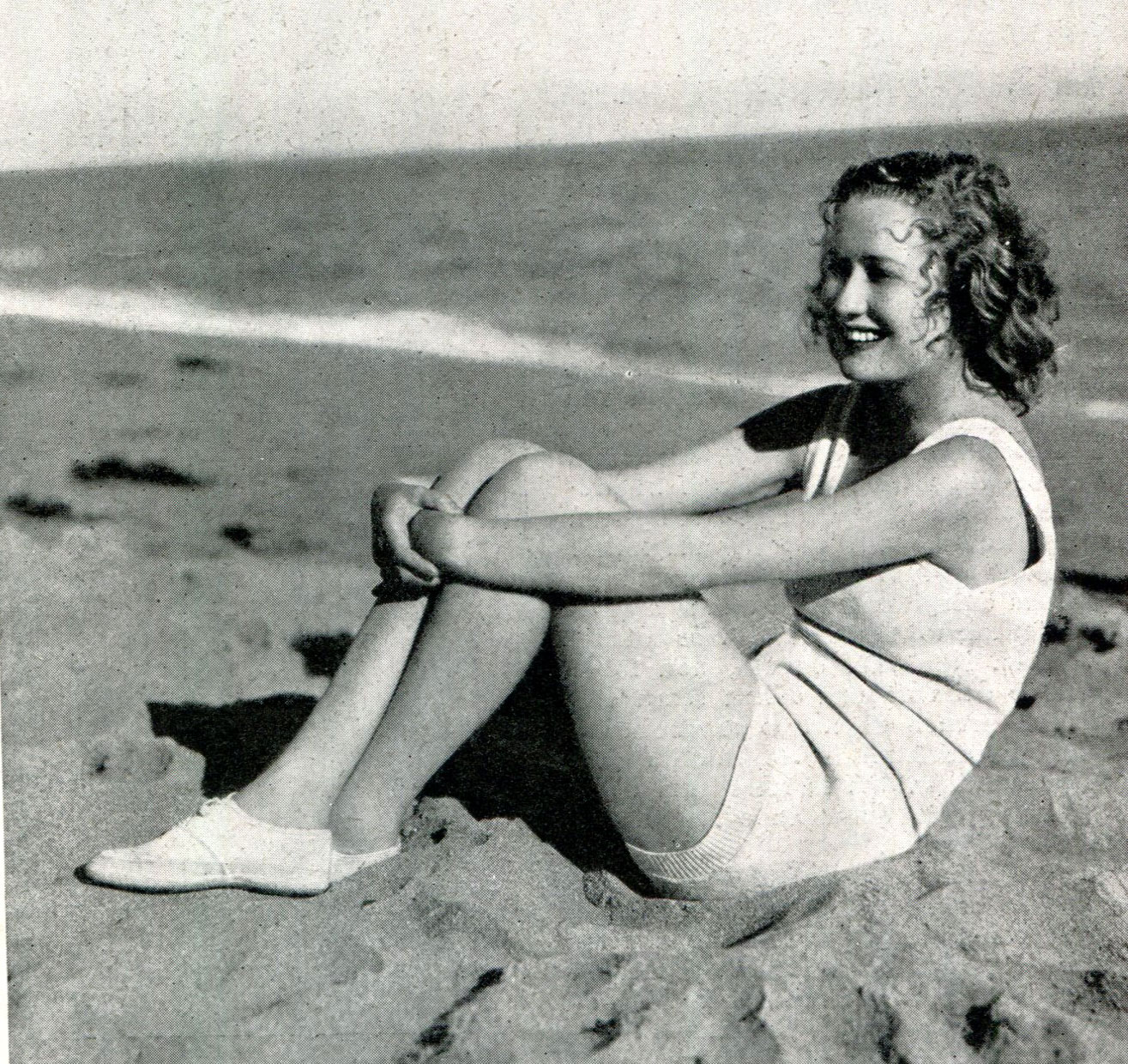
Hopkins egy olasz magazinban (1932)

### Korai évek
Hopkins jómódú családba született 1902-ben, Savannah-ban. Szüleinek a házassága nem volt boldog, ezért elváltak, mikor Hopkins kicsi volt. Hopkins nővérével, Rubyval együtt az anyjához került, és a nagyapához költöztek Bainbridge-be. Tizenhárom éves volt, mikor elköltöztek Syracuse-ba (New York állam), ahol nagybátyja támogatta őket. Hopkins a Goddard Főiskolán diplomázott, majd zenét tanult, részt vett színdarabokban, ének- és zongoraleckéket vett. A Leboska nevű tánccsoporthoz csatlakozott, és velük járt fellépésekre, amíg el nem törött a bokája.

### A siker íze
1921-ben debütált az Irving Berlin komponálta Music Box Revue musical kórusának tagjaként a Broadwayn. Nem sokkal később már saját szerepet is kapott, és az elismerő kritikák hatására 1930-ban a Paramount Pictures leszerződtette. Hopkins még ebben az évben munkába is állt a Fast and Loose forgatásán. Ezt követte Maurice Chevalier mellett A mosolygó hadnagy című romantikus film Ernst Lubitsch rendezésében. Hopkins a Dr. Jekyll és Mr. Hyde című horrorisztikus drámában élhette meg első filmszínészi sikerét mint Ivy Pearson, a prostituált, annak ellenére, hogy a film végső változatára sok olyan jelenetet kivágtak, amiben ő is szerepelt. Az igazi áttörése azonban egy évet váratott magára. 1932-ben ismét Ernst Lubitsch-csal a rendezői székben forgatták le a Becsületes megtaláló című filmet, ahol Hopkins Lilyt, a tolvajlányt alakította. Kétségkívül innen indult be igazán Hopkins karrierje, egymás után kapta a szerepeket olyan sikerfilmekben, mint a Nobel-díjas William Faulkner Szentély című regényének adaptációja, a Story of Temple Drake, vagy a Design for Living, ami Noël Coward színdarabján alapult. További sikerfilmjei voltak ez időben a Two Kinds of Women, The Richest Girl in the World, Ártatlanok és a Barbary Coast.

### A Davis-konfliktus
1936-ban Hopkinst Oscar-díjra jelölték a Becky Sharp címszerepéért, amely William Makepeace Hiúság vására című regényének feldolgozása volt. A híressé vált Elfújta a szél castingja során Hopkinst is számításba vették Scarlett O’Hara szerepére, de Selznick, a producer Vivien Leigh-t választotta. Hopkins nagy reményeket fűzött a meghallgatásához, mivel déli akcentussal beszélt és neki is Georgia volt a szülőföldje, akárcsak Scarlettnek, ezért igen nagy csalódás érte akkor. Kétszer alakított egy párost Bette Davisszel, először A vén leány című filmben (1939), majd a Régi ismerősben (1943), a nyilvánosság számára addigra már világos volt, hogy a két színésznő nem ápol egymással baráti kapcsolatot. Egyrészt Davis kapta meg a Jezabel főszerepét 1938-ban, amelynek eredeti, színpadi változatában Hopkins játszott a szerepet. Ezt csak tetézte, hogy Davis Oscar-díjat nyert az alakítással. Másrészt kitudódott, hogy Hopkins férjének, Anatole Litvaknak viszonya volt Davisszel, ami azonnal rosszindulatú közbeszéd tárgyává vált.

### A kör bezárul
Hopkins a negyvenes években visszatért a színpadra, rádiós műsoroknak kölcsönözte a hangját, mint a Suspense and Inner Sanctum, a Lux Radio Theatre és a Campbell Playhouse. A televíziónak kezdett dolgozni, és olyan népszerű programok részévé vált, mint a Chevrolet Tele-Theatre (1949) vagy a Pulitzer Prize Playhouse (1951), ami arról volt nevezetes, hogy a Pulitzer-díjas regényeket, színdarabokat sugározta képernyőre. Kései szerepeihez tartozik Az örökösnő (1949), amiért Golden Globe-díjra jelölték, a Mating Season, a Carrie és a Végzetes rágalom Audrey Hepburnnel és Shirley MacLaine-nel, amelynek korábbi feldolgozásában egyszer főszerepet játszott (Ártatlanok (1939)), ezúttal mellékszerephez juttatta. 1960-ban csillagot kapott a Hírességek sétányán mozgókép és televízió kategóriában.

### Magánélete
Hopkins négyszer kötött házasságot. Első férje, Brandon Peters színész egy évig volt a hitvese. Őt követte 1928-ban Austin Parker író, akitől 1931-ben elvált. 1937-ben Anatole Litvak rendező kérte meg a kezét, de a férj botrányos viszonya Bette Davisszel kitudódott és ez külön útra terelte őket 1939-ben. Negyedik, egyben utolsó házasságát Raymond B. Brock haditudósítóval kötötte 1945-ben, de a frigyet 1951-ben felbontották.
Hopkins 1932-ben örökbe fogadott egy fiút, Michael T. Hopkinst. A színésznőt szívroham vitte el 1972-ben, és Bainbridge-ben temették el az Oak városi temetőben.

## Filmográfia

### Fellépései a Broadwayn[5]
- Music Box Revue (1921–22)
- Little Jessie James (1923–24)
- Puppets (1925)
- Lovely Lady (1925)
- An American Tragedy (1926–27)
- The Garden of Eden (1927)
- Excess Baggage (1927–28)
- Flight (1929)
- The Camel Through the Needle's Eve (1929)
- Ritzy (1930)
- His Majesty's Car (1930)
- Anatol (1931)
- Jezebel (1933–34)
- The Skin of Our Teeth (1942–43)
- The Perfect Marriage (1944–45)
- Message for Margaret (1947)
- Look Homeward, Angel (1957–1959)

### Filmek
| Év   | Cím                           | Szerep                    |
| ---- | ----------------------------- | ------------------------- |
| 1930 | Fast and Loose                | Marion Lenox              |
| 1931 | A mosolygó hadnagy            | Anna hercegnő             |
| 1931 | Éjféltől éjfélig              | Rosie Duggan              |
| 1931 | Dr. Jekyll és Mr. Hyde        | Ivy Pearson               |
| 1932 | Two Kinds of Women            | Emma Krull                |
| 1932 | Dancers in the Dark           | Gloria Bishop             |
| 1932 | The World and the Flesh       | Maria Yaskaya             |
| 1932 | Becsületes megtaláló          | Lily                      |
| 1933 | The Story of Temple Drake     | Temple Drake              |
| 1933 | The Stranger's Return         | Louise Storr              |
| 1933 | Mind a kettőt szeretem        | Gilda Farrell             |
| 1934 | All of Me                     | Lydia Darrow              |
| 1934 | Mit hozott a gólya            | Curly Flagg               |
| 1934 | The Richest Girl in the World | Dorothy Hunter            |
| 1935 | Becky Sharp                   | Becky Sharp               |
| 1935 | Barbary Coast                 | Mary 'Swan' Rutledge      |
| 1935 | Splendor                      | Phyllis Manning Lorrimore |
| 1936 | Ártatlanok                    | Martha Dobie              |
| 1936 | A férfiak nem istenek         | Ann                       |
| 1937 | The Woman I Love              | Madame Helene Maury       |
| 1937 | Woman Chases Man              | Virginia Travis           |
| 1937 | Wise Girl                     | Susan Fletcher            |
| 1939 | A vén leány                   | Delia Lovell              |
| 1940 | Aranyváros                    | Julia Hayne               |
| 1940 | Lady with Red Hair            | Caroline Carter           |
| 1942 | A Gentleman After Dark        | Flo Melton                |
| 1943 | Régi ismerős                  | Millie Drake              |
| 1949 | Az örökösnő                   | Lavinia Penniman          |
| 1951 | The Mating Season             | Fran Carleton             |
| 1952 | The Outcasts of Poker Flat    | Mrs. Shipton              |
| 1952 | Carrie                        | Julie Hurstwood           |
| 1961 | Végzetes rágalom              | Lily Mortar               |
| 1964 | Fanny Hill                    | Mrs. Maude Brown          |
| 1966 | Üldözők                       | Mrs. Reeves               |
| 1970 | Savage Intruder               | Katharine Parker          |

### Televíziós sorozatok
| Év        | Cím                         | Szerep                                                                                              |
| --------- | --------------------------- | --------------------------------------------------------------------------------------------------- |
| 1949      | The Chevrolet Tele-Theatre  | (egy epizód)                                                                                        |
| 1951–1955 | Lux Video Theatre           | Bertha Jacks (két epizód) Julie Arden (egy epizód) Margaret (egy epizód) Norma Desmond (egy epizód) |
| 1951      | Pulitzer Prize Playhouse    | Jennie McCobb (egy epizód)                                                                          |
| 1951      | Betty Crocker Star Matinee  | (egy epizód)                                                                                        |
| 1952      | Curtain Call                | (egy epizód)                                                                                        |
| 1953      | The Philip Morris Playhouse | (egy epizód)                                                                                        |
| 1954      | The Whistler                | Harriet Eldridge (két epizód)                                                                       |
| 1954–1962 | General Electric Theater    | Mrs. Cynthia Lockman (két epizód)                                                                   |
| 1955      | Meet Mr. McNutley           | (egy epizód)                                                                                        |
| 1955      | Studio One                  | Theresa Durand (egy epizód)                                                                         |
| 1957      | Climax!                     | Amanda Hale (egy epizód)                                                                            |
| 1957      | Matinee Theatre             | (egy epizód)                                                                                        |
| 1961      | Play of the Week            | (egy epizód)                                                                                        |
| 1961      | The Investigators           | Minna Carter (egy epizód)                                                                           |
| 1963      | Route 66                    | Leona Bowers (egy epizód)                                                                           |
| 1964      | The Outer Limits            | Mary Kry (egy epizód)                                                                               |
| 1969      | The Flying Nun              | Gloria Davenport (egy epizód)                                                                       |

## Díjak és jelölések
- 1936: Oscar-díj a legjobb női főszereplőnek (jelölés) – Becky Sharp
- 1950: Golden Globe-díj a legjobb női mellékszereplőnek (jelölés) – Az örökösnő
- 1960: csillag a Hírességek sétányán: mozgókép és televízió kategóriában